# Asking for It
Asking for It – utwór amerykańskiego zespołu rockowego Hole. Jest to czwarty z kolei utwór z drugiej płyty zespołu Live Through This. Został napisany przez wokalistkę Courtney Love i gitarzystę Erica Erlandsona.
Pomimo iż Asking for It nie zostało wydane jako singel, jest to jedna z najbardziej znanych piosenek zespołu, głównie za sprawą faktu, iż jest to jedna z trzech znanych piosenek Hole, w których gościnnie wokal wykonuje Kurt Cobain – frontman Nirvany. Piosenka trafiła również na 39. miejsce listy Billboard na którym pozostała przez 4 tygodnie.

## Historia
Pierwsza i jedyna studyjna wersja utworu została nagrana w październiku 1993 roku jako część albumu Live Through This. 18 października mąż Love, Kurt Cobain, dołączył do studia gdzie nagrał dodatkowy wokal do kilku piosenek. Początkowo jednak czuł się z tym nieswojo, gdyż nie był zaznajomiony z nagranym materiałem. Jego wokal na oficjalnym wydaniu jest niemalże niesłyszalny, jednakże na alternatywnym mixie z Hot Modern Rock Tracks wyraźnie słychać jego wokal. Te nagranie jest ostatecznym źródłem dla tych, którzy nie wierzyli we wkład Cobaina w ten album.

## Tekst
Głównym tematem utworu jest gwałt i sytuacja, jaka spotkała Courtney Love na koncercie w Glasgow w 1991 roku. Love rzuciła się na ręce widowni, która wbrew jej rozebrała artystkę do naga. Love powiedziała: „Nie mogę porównać tego do gwałtu, bo to nie to samo. Ale w pewnym sensie jest. Zostałam zgwałcona przez widownię, w przenośni i dosłownie, no i czy ja się o to prosiłam?”.